# Clive Staples Lewis
Clive Staples Lewis (29. listopadu 1898, Belfast – 22. listopadu 1963, Oxford), známý jako C. S. Lewis nebo pod přezdívkou „Jack“, byl původem irský spisovatel, jeden z nejúspěšnějších autorů moderní britské historie, profesor středověké a renesanční anglické literatury v Cambridge. Je známý díky svému dílu z oblastí středověké literatury, křesťanské apologetiky, literární kritiky a beletrie. Jeho v současnosti nejznámějším dílem je série knih Letopisy Narnie.
Byl blízkým přítelem J. R. R. Tolkiena, autora Hobita a Pána prstenů. Oba autoři byli vůdčími postavami mezi profesory anglického jazyka na univerzitě v Oxfordu a neformální oxfordské literární skupiny zvané Inklings. Podle svých memoárů Zaskočen radostí byl Lewis po svém narození pokřtěn v irské anglikánské církvi, ale v době svého dospívání od víry odpadl. Pod vlivem Tolkiena a dalších přátel se ve věku kolem 30 let znovu obrátil ke křesťanství a stal se laikem anglikánské církve. Obrácení významně ovlivnilo jeho dílo a jeho rozhlasový pořad o křesťanství vysílaný za války vyvolal vlnu nadšení. V pozdějším období života se oženil s americkou spisovatelkou Joy Greshamovou, která o čtyři roky později ve věku 45 let zemřela na rakovinu kosti.
Lewisova díla byla přeložena do více než 30 jazyků včetně češtiny a každý rok se jich prodalo více než milion výtisků. Knih ze série Letopisy Narnie se dosud prodalo více než 100 milionů výtisků. Některá Lewisova díla byla zpracována jako divadelní nebo filmové adaptace, z nichž nejvýznamnější je filmové zpracování Lva, čarodějnice a skříně z produkce The Walt Disney Company, které bylo uvedeno v roce 2005.
Z jeho křesťanských děl dosáhly velkého úspěchu a celosvětové popularity např. Rady zkušeného ďábla, které byly přeloženy do desítek jazyků (včetně češtiny) a v současnosti se pracuje na jejich převedení na filmové plátno, či kniha K jádru křesťanství. Je považován za jednoho z nejvýznamnějších křesťanských laických apologetů 20. století.

## Život

### Dětství
Clive Staples Lewis se narodil 29. listopadu 1898 v Belfastu v Irsku (dnes hlavní město Severního Irska) jako syn advokáta Alberta Jamese Lewise (1863–1929), jehož otec přišel do Irska z Walesu, a Flory Augusty Lewisové (1862–1908), dcery irského anglikánského pastora. Měl staršího bratra Warrena Hamiltona Lewise (1895–1973). Když mu byly čtyři roky, začal si krátce poté, co jeho psa jménem Jacksie srazil vůz, říkat Jacksie. Zpočátku nereagoval na žádné jiné jméno, ale později přijal jméno Jacks, ze kterého se potom stal Jack – jméno, pod kterým ho znali jeho přátelé a rodina po celý zbytek jeho života. Když mu bylo šest let, jeho rodina se přestěhovala do „Little Lee“, domu, který jeho otec postavil pro svou ženu ve čtvrti Strandtown na východě Belfastu.
Zpočátku byl vyučován soukromými učiteli a roku 1908, téhož roku, kdy zemřela jeho matka, potom nastoupil do školy Wynyard School ve Watfordu v Hertfordshire. Jeho bratr tam začal chodit už o tři roky dříve. Nedlouho poté byla škola zrušena kvůli nízkému počtu žáků. Ředitel Robert „Oldie“ Capron byl poté umístěn do ústavu pro duševně choré. V knize Zaskočen radostí Lewis později tuto školu nazval „Belsen“ (koncentrační tábor v Německu). Životopisec Alan Jacobs se domnívá, že atmosféra na Wynyard School představovala pro Lewise velké trauma a způsobila u něj rozvoj „mírně sadomasochistických představ“. Po zavření Wynyardu studoval Lewis na Campbell College ve východní části Belfastu, 1 míli od domova, ale ze školy brzy odešel kvůli dýchacím potížím. V důsledku své nemoci odjel do lázeňského města Malvern ve Worcestershire, kde chodil do přípravné školy (soukromá střední škola, která má žáka připravit ke studiu na vysoké škole) Cherbourg House (v Lewisově autobiografii označované jako „Charters“).
V září 1913 nastoupil na Malvern College, kde zůstal do následujícího června. V této době ve svých 15 letech opustil křesťanskou víru z dětství, stal se ateistou se sklonem k racionalismu a později se zabýval mytologií a okultismem. Později označil „Wyvernu“ (wyverna je mytologický okřídlený drak, takto nazval školu ve své autobiografii) za tak jednostranně zaměřenou na růst společenského postavení, že považoval homosexuální vztahy mezi staršími i mladšími studenty za „jedinou oázu (přestože zelenající se pouze plevelem a zavlažovanou páchnoucí vodou) uprostřed horké pouště soutěživých ambicí. … Zvrácenost byla jedinou věcí, skrz kterou mohlo přijít něco spontánního a nevypočítaného“. Po odchodu z Malvernu studoval soukromě u Williama T. Kirkpatricka, bývalého učitele svého otce a bývalého ředitele Lurgan College.
Jako chlapec byl Lewis fascinován antropomorfními zvířaty. Zamiloval si příběhy Beatrix Potterové a často sám psal a ilustroval příběhy o zvířatech. Společně se svým bratrem vytvořil svět zvaný Boxen, obývaný a ovládaný zvířaty. Lewis velmi rád četl, a protože dům jeho otce byl plný knih, měl pocit, že najít knihu, kterou ještě nečetl, je stejně snadné jako najít stéblo trávy.
Jako dospívající byl fascinován severskými písněmi a legendami, které nacházel v islandských ságách. Tyto legendy zesílily touhu, kterou měl v sobě a kterou později nazval „radostí“. Měl také stále raději přírodu. Její krása mu připomínala severské příběhy a severské příběhy mu připomínaly krásu přírody. Jeho dílo z tohoto období se již nezabývá Boxenem, ale využívá jiné umělecké formy (epickou báseň a operu) ve snaze zachytit novou zálibu v severské mytologii a přírodě. Studium u Kirkpatricka mu vštípilo lásku k řecké literatuře a mytologii a vytříbilo schopnost debaty a logického uvažování.

### První světová válka
V roce 1916 získal stipendium na oxfordské University College a následujícího roku narukoval do britské armády a stal se důstojníkem třetího praporu somersetské lehké pěchoty. Na frontu ve francouzském údolí řeky Somme dorazil v den svých 19. narozenin a zažil zde zákopovou válku.
Dne 15. dubna 1918 byl Lewis raněn v bitvě u Arrasu a během zotavování trpěl depresemi, částečně kvůli stesku po domově v Irsku. Po zotavení byl v říjnu převelen do Andoveru v Anglii. V prosinci roku 1918 byl propuštěn a brzy se vrátil ke svým studiím. Lewis získal nejlepší hodnocení ze zkoušky Honour Moderations (řecké a latinské literatury) v roce 1920, nejlepší hodnocení ze zkoušky z Greats (filozofie a dějin starověku) v roce 1922 a nejlepší hodnocení ze zkoušky z anglického jazyka v roce 1923.

### Jane Mooreová
Během výcviku v armádě bydlel Lewis na pokoji s dalším praporčíkem „Paddym“ Moorem a stali se dobrými přáteli. Uzavřeli spolu dohodu, že pokud jeden z nich ve válce padne, ten druhý se postará o obě rodiny. Paddy byl zabit roku 1918 a Lewis dodržel svůj slib. Paddy již dříve představil Lewise své matce Jane Mooreové a ta se s Lewisem brzy spřátelila. Lewisovi bylo v té době 18 let a Jane 45. Přátelství s paní Mooreovou bylo pro Lewise zvlášť důležité v době, kdy se v nemocnici uzdravoval ze svých zranění, protože jeho otec, který trpěl téměř patologickou nechutí byť jen na chvíli odejít od své práce v Belfastu, nebyl schopen ho navštívit.
Lewis žil u paní Mooreové do konce čtyřicátých let, kdy byla hospitalizována. Běžně o ní mluvil jako o své matce a také ji tak oslovoval v dopisech. Lewis, jehož matka zemřela, když byl malý, a jehož otec byl vzdálený a přísný, si k paní Mooreové vytvořil hluboký vztah. „Vše, co o ní mohu nebo mám říct, je to, že mé dřívější nepřátelství k emocím bylo zcela a různorodě pomstěno,“ napsal o ní ve své autobiografii. Také řekl svému příteli Georgi Sayerovi: „Byla štědrá a mě také naučila být štědrý.“
V prosinci 1917 napsal v dopise svému příteli z dětství Arthuru Greevesovi, že on a Jane jsou lidmi, kteří pro něj na světě nejvíc znamenají.
V roce 1930 se Lewis, paní Mooreová, její dcera Maureen a Warnie přestěhovali do „The Kilns“, domu ve čtvrti Headington Quarry na kraji Oxfordu (dnes součást předměstí Risinghurstu). Všichni se finančně podíleli na koupi domu, který po smrti Warrena v roce 1973 zdědila Maureen.
Paní Mooreová ve stáří trpěla demencí, a tak byla nakonec umístěna do sanatoria, kde roku 1951 zemřela. Lewis ji zde až do její smrti každý den navštěvoval.

### „Můj život“
Když Lewis poprvé přijel do Anglie, zažil určitý kulturní šok. „Žádný Angličan nikdy nebude schopen pochopit mé první dojmy z Anglie,“ napsal v knize Zaskočen radostí. „Ta zvláštní nářečí, která mě obklopovala, mi připomínala hlasy démonů. Ale tím nejhorším byla krajina v Anglii. Už jsem se s tím smířil, ale tenkrát jsem si vytvořil odpor k Anglii, jehož odstraňování trvalo velmi dlouho.“
Lewis se od útlého mládí zabýval severskou a řeckou mytologií, později se k nim přidala ještě irská mytologie a literatura. Projevil také zájem o irský jazyk, ale vyvinul jen malé úsilí, aby se ho naučil. Zaujal ho W. B. Yeats, částečně proto, že ve své poezii využíval kulturní dědictví irských Keltů. V dopise svému příteli Lewis napsal: „Objevil jsem zde autora přesně podle svého srdce, ve kterém jistě najdeš zalíbení, W. B. Yeatse. Píše divadelní hry a básně v tom vzácném duchu a kráse naší dávné irské mytologie.“ V roce 1921 měl Lewis dokonce dvojí možnost se s Yeatsem setkat, neboť básník se přestěhoval do Oxfordu.
Překvapen tím, že jeho angličtí vrstevníci byli vůči Yeatsovi a keltskému obrozeneckému hnutí lhostejní, Lewis napsal: „Často překvapeně zjišťuji, že Yeats je zcela ignorován mezi lidmi, s kterými jsem se setkal. Možná přitahuje jen Iry – v tom případě děkuji bohům za to, že jsem Ir.“ V raném období své kariéry zvažoval zaslání svých děl předním dublinským vydavatelům. Napsal: „Pokud někdy pošlu své práce nějakému vydavateli, myslím, že bych měl zkusit to dublinské vydavatelství Maunsel a tak se s konečnou platností zařadit k irské škole.“ Poté, co konvertoval ke křesťanství, tíhly jeho zájmy ke křesťanské spiritualitě a pryč od keltsky pohanského mysticismu.
Lewis tu a tam projevoval lehce ironický šovinismus vůči Angličanům. Setkání s jedním z irských přátel popsal takto: „Jako všichni Irové, kteří se potkají v Anglii, jsme skončili u kritiky neuctivosti a zabedněnosti anglosaské rasy. Kromě toho, příteli, jsou Irové bezpochyby jedinými skutečnými lidmi… Nechtěl bych žít ani zemřít uprostřed jiného národa.“
Kvůli své kariéře v Oxfordu však Lewis skutečně žil a zemřel uprostřed jiného národa a často litoval toho, že musel odejít z Irska. Po celý život vyhledával společnost svých irských krajanů žijících v Anglii a pravidelně jezdil do Severního Irska, kde byl i na svatební cestě. Toto nazýval „svým irským životem“.

### Obrat ke křesťanství
Přestože vyrůstal v rodině, která chodila do kostela a patřila k irské anglikánské církvi, stal se Lewis v 15 letech ateistou a tím zůstal do svých 33 let.
Jeho odcizení od křesťanství začalo v době, kdy na svou víru začal pohlížet jako na práci a povinnost. V té době se také začal zajímat o okultismus a jeho studium se rozšířilo tímto směrem. Lewis citoval Lucretia jako toho, kdo disponoval těmi nejlepšími argumenty ve prospěch ateismu: „Kdyby byl Bůh stvořil svět, nebyl by tak křehký a plný chyb, jak ho vidíme.“
Přestože se v té době sám označoval za ateistu, později v knize Zaskočen radostí napsal, že byl „velmi rozzlobený na Boha za to, že neexistuje.“
Jeho záliba ve fantasy literatuře a mytologii, zvláště ve spojení s dílem George MacDonalda byla částečně tím, co ho odvedlo od ateismu. Ve skutečnosti mělo postavení MacDonalda jako autora křesťanské fantasy literatury na Lewise velký vliv. To je dobře vidět zejména v 9. kapitole knihy Velký rozvod nebe a pekla, kde se napůl autobiografický hlavní hrdina v nebi setkává s MacDonaldem:
"..., a tak jsem mu třesoucím hlasem líčil, co pro mě znamenaly jeho knihy, co všechno mi daly. Pokusil jsem se mu říci, že to mrazivé odpoledne na nádraží v Letterhead, kde jsem si poprvé zakoupil výtisk jeho Fantastů (to mi tenkrát bylo šestnáct let), pro mě bylo tím, čím byl pro Danteho první pohled na Beatrice. Teď začíná nový život, cítil jsem. Ten nový život však zůstal dlouho jen v mých představách. Teprve pomalu a zdráhavě jsem si začal připouštět, že křesťanská víra je od této představy neoddělitelná. A ještě dlouho jsem zastíral, že to, co mě v MacDonaldových knihách oslovilo, je svatost." (Návrat domů, 2006, str. 54)
Ovlivněn hádkami se svým oxfordským kolegou a přítelem J. R. R. Tolkienem a knihou Nesmrtelný člověk od obráceného katolického autora G. K. Chestertona začal znovu objevovat křesťanství. Vzdoroval urputně až do svého obrácení, o kterém napsal: „Stal jsem se křesťanem kopaje a křiče.“ Svůj poslední boj popisuje v knize Zaskočen radostí.
Poté, co se v roce 1929 stal teistou, stal se Lewis roku 1931 křesťanem. Po dlouhé diskuzi a pozdní vycházce s dobrými přáteli Tolkienem a Hugem Dysonem zaznamenává, že se určitým způsobem zavázal ke křesťanské víře, když šel se svým bratrem do zoologické zahrady. Stal se členem anglikánské církve, což poněkud zklamalo Tolkiena, který doufal, že se Lewis stane katolíkem.
Jako oddaný anglikánský věřící zastával Lewis pravověrnou teologii své církve, přestože se ve svých apologetických spisech snažil nehlásit k žádné denominaci. Někteří jsou přesvědčeni, že ve svých pozdějších dílech zastával myšlenky jako posmrtné očištění od lehkých hříchů v očistci (Velký rozvod nebe a pekla) a smrtelný hřích (Rady zkušeného ďábla), které jsou všeobecně považovány za součást katolické věrouky. Bez ohledu na to se Lewis až do konce života považoval za pravověrného anglikána. Prohlásil, že chodil do kostela pouze k přijímání a odradily ho chvalozpěvy a kázání nevalné kvality. Později ale považoval za poctu, že se mohl účastnit bohoslužby s věřícími, kteří přicházeli do kostela v ošumělém oblečení a pracovních botách a zpívali všechny verše chvalozpěvů.

### Joy Greshamová
V pozdějších letech svého života si Lewis dopisoval a poté se i setkal s Joy Greshamovou, americkou spisovatelkou židovského původu, která se také od ateismu obrátila ke křesťanství. Rozvedla se se svým manželem a do Anglie přicestovala se svými dvěma syny Davidem a Douglasem. Lewis ji nejprve považoval za příjemnou intelektuální společnici a osobní přítelkyni a zjevně z tohoto důvodu souhlasil, že s ní uzavře občanský sňatek, aby mohla i nadále žít ve Velké Británii. Lewisův bratr Warnie napsal: „Pro Jacka byla zpočátku bezpochyby přitažlivá intelektuálně. Joy byla první ženou, s kterou se setkal… která měla mozek, který se hodil k tomu jeho pružností, šíří zájmů, analytickým myšlením a především také vtipem a smyslem pro humor.“ Později si ale stěžovala na bolest v boku a lékaři jí diagnostikovali nevyléčitelný nádor kosti. Jejich vztah se rozvinul natolik, že chtěli uzavřít církevní sňatek, ale protože Joy byla rozvedená, nešlo to v té době v anglikánské církvi jednoduše. Nakonec ale jejich přítel reverend Peter Bide sloužil v roce 1956 obřad u jejího nemocničního lůžka.
Nemoc Greshamové nakrátko polevila a s Lewisem žili jako rodina (ještě společně s Warrenem Lewisem) do roku 1960, kdy se nemoc zase zhoršila a Greshamová zemřela. Dříve téhož roku strávili krátkou dovolenou v Řecku u Egejského moře. Lewis miloval procházky, ale ne cestování, a toto byla jeho jediná cesta přes La Manche po roce 1918. Kniha Svědectví o zármutku popisuje jeho zkušenost s manželčinou smrtí tak osobně a s takovou otevřeností, že knihu vydal pod pseudonymem N. W. Clerk, aby si ji s ním čtenáři nespojovali. Knihu však Lewisovi doporučilo tolik přátel k vyřešení jeho zármutku, že se rozhodl své autorství zveřejnit.
Lewis po smrti své ženy i nadále vychovával její dva syny. Douglas Gresham je aktivním křesťanem a zůstává zapojen do událostí okolo Lewisovy pozůstalosti, zatímco David Gresham se vrátil k židovské víře svých předků z matčiny strany. Bratři jsou nyní od sebe odcizeni.

### Nemoc a smrt
Počátkem června 1961 začaly Lewise sužovat zdravotní problémy a byl mu diagnostikován zánět ledvin, který vyústil v otravu krve. Kvůli své nemoci zameškal podzimní semestr v Cambridgi, jeho zdravotní stav se však v roce 1962 začal postupně zlepšovat a v dubnu se vrátil na univerzitu. Lewisův zdravotní stav se nadále zlepšoval a podle slov svého přítele George Sayera byl Lewis na jaře roku 1963 zcela zdráv. 15. července 1963 však onemocněl a byl převezen do nemocnice. Dalšího dne v 5 hodin ráno utrpěl infarkt a upadl do bezvědomí. O den později ve 2 hodiny odpoledne se nečekaně probral. Po propuštění z nemocnice se Lewis vrátil do Kilns, jeho zdravotní stav mu však nedovolil pracovat. Z tohoto důvodu v srpnu rezignoval na svou pozici v Cambridgi. Lewisův stav se nadále zhoršoval a v polovině listopadu mu lékaři diagnostikovali konečnou fázi selhání ledvin. 22. listopadu 1963 v 17:30 Lewis zkolaboval ve své ložnici a o pět minut později zemřel, přesně týden před svými nedožitými 65. narozeninami. Je pohřben na hřbitově Holy Trinity Church v Headingtonu v Oxfordu.
Zprávy o jeho smrti v médiích byly téměř úplně zastíněny informacemi o vraždě amerického prezidenta J. F. Kennedyho, ke které došlo téhož dne, stejně jako k úmrtí Aldouse Huxleyho, autora knihy Konec civilizace. Tato shoda okolností inspirovala Petera Kreefta k napsání knihy Mezi nebem a peklem: Rozhovor někde po smrti: John F. Kennedy, C. S. Lewis, Aldous Huxley.
Památka C. S. Lewise je připomínána každý rok 22. listopadu v církevním kalendáři anglikánské církve.

## Kariéra

### Vědec
Lewis vyučoval na Magdalen College v Oxfordu téměř třicet let, od roku 1925 do roku 1954, a později se stal prvním profesorem středověké a renesanční literatury na univerzitě v Cambridgi a členem Magdalene College tamtéž. Z této pozice zastával názor, že nic takového jako anglická renesance nikdy nebylo. Velká část jeho vědecké práce se soustředila na pozdní středověk, zejména potom na použití alegorie v tomto období. Jeho kniha The Allegory of Love (Alegorie lásky, anglicky vyšlo v roce 1936) pomohla oživit vážné studium pozdně středověkých příběhů, jako je například francouzská báseň Roman de la Rosa. Lewis napsal několik předmluv ke starým literárním dílům, například k Layamonově Brutovi. Jeho kniha A Preface to Paradise Lost (Předmluva ke Ztracenému ráji) je dodnes jednou z nejhodnotnějších kritik tohoto díla. Jeho poslední akademické dílo The Discarded Image: An Introduction to Medieval and Renaissance Literature (Vyřazený obraz: Úvod do středověké a renesanční literatury, anglicky vyšlo v roce 1964) je shrnutím středověkého světonázoru „vyřazeného obrazu“ kosmu z názvu díla.
Lewis byl plodným autorem a okruh jeho přátel z řad spisovatelů se stal neformální diskuzní společností známou jako Inklings (Tušitelé nebo Inkousťata). Patřili sem J. R. R. Tolkien, Charles Williams, Owen Barfield a Lewisův bratr Warnie. V Oxfordu byl kromě jiných učitelem básníka Johna Betjemana, kritika Kennetha Tynana, mystika Bedeho Griffithse a sufistického vědce Martina Lingse. Je zajímavé, že věřící a konzervativní Betjeman Lewise nesnášel, zatímco Tynan stojící proti zavedenému řádu ho po celý život obdivoval.
O Tolkienovi píše Lewis v knize Zaskočen radostí.

### Autor
Kromě svých vědeckých prací napsal Lewis také množství populárních románů, včetně vědeckofantastické Kosmické trilogie a fantasy knih o Narnii, z nichž většina se implicitně zabývá křesťanskými tématy, jako je hřích, pád člověka a vykoupení.

#### Poutníkův návrat
Prvním Lewisovým románem napsaným po návratu ke křesťanství je Poutníkův návrat, dílo tematicky podobné Poutníkově cestě Johna Bunyana, které zachycuje autorovu osobní zkušenost s křesťanstvím. Kniha byla v době vydání ostře kritizována.

#### Kosmická trilogie
Lewisovy romány z Kosmické trilogie pojednávají o tom, co Lewis považoval za tehdejší odlidšťující trendy v moderní vědeckofantastické literatuře. První knihu Návštěvníci z mlčící planety Lewis očividně napsal podle rozhovoru o těchto trendech se svým přítelem J. R. R. Tolkienem. Domluvili se, že Lewis napíše příběh o cestování kosmem a Tolkien o cestování časem. Tolkienův příběh The Lost Road (Ztracená cesta) spojující mytologii Středozemě a moderní svět autor nedokončil. Lewisova hlavní postava Ransom je částečně založena na Tolkienovi, na což sám Tolkien naráží ve svých The Letters of J. R. R. Tolkien (Dopisy J. R. R. Tolkiena). Druhý román Perelandra líčí novou zahradu v Edenu, nového Adama a Evu a nového „hada“, který je pokouší. Na příběh je možno nahlížet jako na hypotézu, co by se stalo, kdyby „naše Eva“ lépe odolávala hadovu pokušení. Poslední román trilogie Ta obludná síla obsahuje také množství odkazů na Tolkienův fiktivní svět Středozemi. Mnoho myšlenek, které jsou prezentovány v těchto knihách, a zejména v Té obludné síle, jsou dramatizovanými argumenty mnohem formálněji uvedenými v Lewisově knize Zničení člověka.
Poslední kniha je založena na sérii přednášek, kterou měl Lewis na univerzitě v Durhamu v roce 1943, sestavené v opozici vůči tomu, co považoval za hnutí v moderní literatuře, které odlidšťuje člověka. Lewis bydlel v Durhamu, kde ho uchvátila katedrála. Ta obludná síla je vlastně situována do okolí Durhamské univerzity.
Lewis začal psát další vědeckofantastický román Temná věž, ale nikdy ho nedokončil. Není jasné, zda měl patřit do stejné série jako předchozí tři dokončené knihy. Rukopis byl nakonec vydán roku 1977, avšak potom vyvstaly spory o jeho autentičnost.

#### Letopisy Narnie
Letopisy Narnie jsou cyklem sedmi fantasy románů pro děti, který je považován za klasiku dětské literatury. Byl napsán v letech 1949–1954 a ilustrován Pauline Baynesovou. Série je Lewisovým nejpopulárnějším dílem, kterého se prodalo více než 100 milionů kopií v 41 jazycích. Bylo vytvořeno několik úplných nebo částečných adaptací pro rozhlas, televizi, divadelní jeviště a kinosály. Knihy byly vydávány v různém pořadí a o doporučeném pořadí pro čtení celé série se často diskutuje mezi fanoušky. Douglas Gresham však tvrdí, že Lewis doporučoval, aby se knihy četly podle „narnijské chronologie“, nikoli v pořadí, ve kterém byly vydány.
Knihy obsahují množství narážek na křesťanské myšlenky, které jsou snadno dostupné pro mladší čtenáře. Knihy však nejsou nijak hutné a je možné číst je jen pro jejich dobrodružnost, barevnost a bohatství myšlenek. Díky tomu si je mohou oblíbit děti i dospělí, křesťané i nekřesťané. Kromě křesťanských myšlenek využívá Lewis také postavy z řecké a římské mytologie i britských a irských lidových pohádek. Lewis údajně zasadil své zobrazení Narnie do hornaté krajiny na jihovýchodě Severního Irska a části Rostrevoru s výhledem na Carlingfordské jezero. Lewis uvedl, že se při psaní této série inspiroval křesťanskými pohádkami George MacDonalda.

#### Další díla
Lewis napsal množství děl, která se zabývají nebem a peklem. Jedna z nich, Velký rozvod nebe a pekla (dříve vydaná jako Velký rozvod), je krátkou novelou, ve které se několik obyvatel pekla účastní autobusového zájezdu do nebe, kde se setkávají s lidmi ze země. Tématem je, že mohou zůstat (a v takovém případě místo, odkud přišli, nazvat namísto pekla očistcem), ale většině z nich se tam nelíbí. Název knihy odkazuje na Snoubení nebe a pekla od Williama Blakea, koncept, který Lewis považuje za „katastrofální omyl“. Dílo vědomě odráží dvě jiná známá díla s podobnou tematikou, Božskou komedii Danta Alighieriho a Bunyanovu Poutníkovu cestu.
Další krátké dílo Rady zkušeného ďábla sestává z dopisů, v nichž zkušený démon Zmarchrob radí svému synovci Tasemníkovi, jak nejlépe pokoušet určitého člověka a postarat se tak o jeho zatracení. Lewisovým posledním románem je Dokud nemáme tvář. Lewis sám knihu považoval za své nejlepší a nejvyspělejší prozaické dílo, u čtenářů ale nikdy nedosáhla velkého úspěchu. Jedná se o převyprávění příběhu o Erótovi a Psýché z neobvyklého pohledu sestry Psýché. Zaobírá se do hloubky náboženskými myšlenkami, ale zasazení je zcela pohanské a spojení s určitými křesťanskými doktrínami je ponecháno pouze implicitně.
Než Lewis konvertoval ke křesťanství, vydal dvě knihy. Sbírku básní Spirits in Bondage (Duchové v otroctví) a samostatnou výpravnou báseň Dymer. Obě vydal pod pseudonymem Clive Hamilton.

### Křesťanský apologeta
Kromě kariéry profesora anglického jazyka a prozaika je Lewis mnohými považován za jednoho z nejvlivnějších křesťanských apologetů své doby. Kniha K jádru křesťanství byla v roce 2000 zvolena vydavatelstvím Christianity Today (Křesťanství dnes) nejlepší knihou 20. století. Kvůli svému skeptickému pohledu na víru a následnému obrácení byl označen za „apoštola skeptiků“.
Lewis byl velmi zaujat představou přinést rozumný argument ve prospěch pravdivosti křesťanství. Knihy K jádru křesťanství, Problém bolesti a Zázraky se všechny do určité míry pokouší vyvrátit oblíbené argumenty proti křesťanství, například „Jak mohl dobrý Bůh dovolit, aby na světě existovala bolest?“. Stal se známým také díky přednáškové činnosti a účinkování v rozhlasových pořadech. Některá z jeho děl (včetně velké části knihy K jádru křesťanství) vznikla původně jako předlohy pro rozhlasové promluvy nebo přednášky.
Debata s filosofkou Elizabeth Anscombovou v roce 1948, kterou Lewis a jeho přátelé vnímali jako těžkou porážku a značné ponížení, značně podryla jeho sebedůvěru coby křesťanského apologeta a vedla k tomu, že ve svém dalším díle soustředil své úsilí na náboženskou beletrii a knihy pro děti. Na této věci je ovšem značně paradoxní, že samotná Anscombová neměla pocit, že by byl Lewis v debatě nějak výrazně poražen a považovala ji jen za diskusi, která hlouběji probrala dané téma a umožnila Lewisovi dodatečně opravit některé slabší části jeho díla.
Lewis napsal také autobiografii nazvanou Zaskočen radostí, která klade zvláštní důraz na jeho obrácení. (Byla napsána předtím, než poznal svou ženu Joy Greshamovou; název knihy pochází z prvního řádku básně Williama Wordswortha). Jeho eseje a veřejné promluvy o křesťanské víře, z nichž mnohé byly společně vydány v knihách Bůh na lavici obžalovaných a The Weight of Glory and Other Addresses (Váha slávy a jiné proslovy), jsou populární dodnes.
Jeho nejznámější dílo Letopisy Narnie obsahuje silné křesťanské poselství a je často označováno za alegorii. Lewis, odborník na problematiku alegorie, však tvrdil, že knihy nejsou alegorické, a raději označoval jejich křesťanskou stránku za hypotetickou.

#### Trilema
V často citované pasáži z knihy K jádru křesťanství se Lewis postavil stále populárnějšímu názoru, že jakkoli byl Ježíš velkým morálním učitelem, nebyl to Bůh. Tvrdil, že Ježíš vyslovil několik tvrzení o svém božství, která tuto možnost logicky vylučují.
S tímto tvrzením přišel v době, kdy teologové jako Albert Schweitzer a Rudolf Bultmann označovali Ježíšovy zázraky a vzkříšení za mýtus. Představa, že Ježíš nebyl Bůh, ale moudrý člověk, v akademických kruzích zakořenila. Přijetím předpokladu, že Ježíš vyslovil tvrzení o svém božství, Lewis popíral pohled zpopularizovaný H. G. Wellsem v knize Dějiny světa, že Ježíš nikdy nic takového netvrdil.
Tento argument, který Lewis nevymyslel, ale rozvinul a zpopularizoval, se často označuje jako „Lewisovo trilema“. Křesťanský apologeta Josh McDowell ho použil ve své knize Více než tesař.
Přestože se tento koncept v křesťanské apologetické literatuře často opakuje, liberální teologové ho z velké části ignorují. Z jejich řad byla Lewisova křesťanská apologetika často kritizována, a to zejména tento argument. Filozof John Beversluis označil v knize C. S. Lewis and the Search for Rational Religion (C. S. Lewis a hledání rozumného náboženství, anglicky vyšlo v roce 1985) Lewisovy argumenty za „bezohledně trvající na textu Bible a teologicky nespolehlivé“. John Hick v roce 1993 poznamenal, že znalci Nového zákona již v současnosti nezastávají názor, že Ježíš tvrdil, že je Bůh. Anglikánský biskup N. T. Wright prohlásil, že argument trilematu nefunguje jako historie a že nebezpečně selhává, když se historičtí kritikové postaví proti jeho způsobu čtení evangelií.
Podobnou strukturu použil Lewis i v knize Lev, čarodějnice a skříň, kde profesor Kirke radí mladým hrdinům, že výpovědi jejich sestry o kouzelném světě musí logicky považovat buď za lež, bláznovství, nebo pravdu.

#### Univerzální morálka
Jednou z hlavních myšlenek Lewisovy apologetiky je to, že existují etická pravidla společná všem lidem. V prvních pěti kapitolách knihy K jádru křesťanství se Lewis zabývá myšlenkou, že lidé v sobě mají určité normy chování a očekávají, že se podle nich budou ostatní chovat. Tyto normy se nazývají univerzální morálka nebo přirozený zákon. Lewis tvrdil, že lidé na celém světě vědí, co tento zákon tvrdí a kdy ho porušili. Pokračuje tvrzením, že za takovouto univerzální sadou pravidel musí někdo nebo něco být.
Lewis zobrazuje univerzální morálku také ve svém prozaickém díle. V Letopisech Narnie ji popisuje, jako „dávnou magii“, kterou každý zná.
Ve druhé kapitole knihy K jádru křesťanství Lewis uznává, že „pro některé lidi je těžké pochopit, co je tímto zákonem lidské přirozenosti“. Nejprve reaguje na myšlenku, že „morální zákon je prostě náš davový instinkt“ a potom na myšlenku, že „morální zákon je prostě společenská konvence“. V reakci na druhou myšlenku Lewis poznamenává, že lidé si sice často stěžují na to, že jedna sada morálních pravidel je lepší než jiná, ale že právě to svědčí o existenci „skutečné morálky“, s kterou ostatní morální pravidla porovnávají. Na závěr poznamenává, že některé rozdíly v morálce jsou zveličené lidmi, kteří si pletou rozdíly v názorech o morálce s rozdíly v názorech o faktech.

## Odkaz
Lewis dodnes získává pozornost širokého okruhu čtenářů. Čtenáři jeho fikce často nevědí, co Lewis považoval za křesťanská témata ve svém díle. Jeho díla z oblasti křesťanské apologetiky čtou a citují stoupenci nejrůznějších denominací včetně římských katolíků a mormonů.
Lewisem se zabývá několik biografických děl, z nichž některá napsali jeho blízcí přátelé, například Roger Lancelyn Green a George Sayer. V roce 1985 vysílaly britské televizní stanice krátký film (s Jossem Acklandem a Claire Bloomovou v hlavních rolích) Shadowlands Williama Nicholsona, který dramaticky líčí Lewisův život a jeho vztah s Joy Greshamovou. V roce 1989 byl tento scénář zinscenován jako divadelní hra (s Nigelem Hawthornem v hlavní roli), v roce 1993 byl potom natočen celovečerní film Shadowlands, ve kterém hráli Anthony Hopkins a Debra Wingerová. V roce 2005 byl natočen hodinový televizní film s Antonem Rodgersem v hlavní roli C. S. Lewis: Beyond Narnia (Za Narnií), který přinesl stručný přehled Lewisova života. Lewis nepřímo ovlivnil i dílo svého přítele J. R. R. Tolkiena. Uvádí se, že postava enta Stromovouse z Pána prstenů je jakousi přátelskou karikaturou Lewise.
Lewisem bylo inspirováno mnoho knih, například Přísné milosrdenství Lewisova současníka a přítele Sheldona Vanaukena. Zvlášť velký vliv měly Letopisy Narnie. Moderní dětská literatura, včetně Řady nešťastných příhod Daniela Handlera, Colferovy série Artemis Fowl, Jeho temných esencí Philipa Pullmana nebo série Harry Potter J. K. Rowlingové, se více či méně inspirovala řadou Lewisových knih. Lewisův kritik Pullman považoval Lewise za negativní vliv a obvinil ho, že ve svých knihách využívá náboženskou propagandu, mužský šovinismus, rasismus a emocionální sadismus. Autoři fantasy literatury pro dospělé jako například Tim Powers také potvrdili, že je Lewis ovlivnil.
Většinu posmrtně vydaného díla editoval správce jeho literární pozůstalosti Walter Hooper. Nezávislá odbornice na Lewise Kathryn Lindskoogová však tvrdila, že Hooperovo vzdělání je nespolehlivé a že Hooper učinil nepravdivá prohlášení a přisoudil Lewisovi nepravá díla.
Podle výzkumu Lindskoogové se začal Hooper po Lewisově smrti v roce 1963 stavět do role jeho přítele a sekretáře. Ačkoliv byl s Lewisem v kontaktu pouze mezi začátkem června a koncem srpna 1963, některé úvody k Lewisovým dílům, které vydal, vzbuzovaly dojem, že znal Lewise po mnoho let a měl s ním velmi úzký vztah. Hooper však to, že jeho vztah s Lewisem trval jen krátce, otevřeně přiznává ve svém úvodu k Lewisově knize The Weight of Glory (Váha slávy). Výzkum a argumenty Kathryn Lindskoogové jsou vyloženy v její knize Sleuthing C. S. Lewis: More Light in the Shadowlands (Slídění po C. S. Lewisovi: Více světla v Zemi stínů).
Bronzová socha Lewisovy postavy Digoryho z knihy Čarodějův synovec stojí v Holywood Arches před knihovnou Holywood Road Library v Belfastu.
Lewis byl silně proti filmovým zpracováním svých knih. Obával se toho, že postavy antropomorfních zvířat „se stanou komedií nebo noční můrou, pokud jsou převedeny z vyprávění do viditelné podoby.“ Toto bylo řečeno v kontextu padesátých let 20. století, kdy nebyly technicky možné filmové triky potřebné k vytvoření souvislého a kompaktního filmového zpracování Narnie.
Píseň The Earth Will Shake zpívaná skupinou Thrice je inspirována jednou z Lewisových básní a skupina Sixpence None the Richer je pojmenovaná podle oddílu z knihy K jádru křesťanství. Kniha Velký rozvod nebe a pekla zase inspirovala nejméně tři hudební díla. Skladbu pro smyčcové kvarteto s názvem Velký rozvod z pera Matta Slocuma ze skupiny Sixpence None the Richer, píseň The High Countries z alba Back Home od skupiny Caedmon's Call a rockové album Ghosts and Spirits Phila Woodwarda. Novozélandská křesťanská písničkářka Brooke Fraserová zařadila na své album Albertine píseň s názvem C. S. Lewis Song, která obsahuje pasáže z jeho děl. Křesťanská alternativní rocková skupina Poor Old Lu má svůj název podle věty z knihy Lev, čarodějnice a skříň. Další alternativní rocková kapela Future of Forestry se nazývá podle stejnojmenné Lewisovy básně. Skupina 2nd Chapter of Acts nahrála album s názvem The Roar of Love inspirované první z řady knih o Narnii. Britská kapela The Waterboys citovala z knihy Poslední bitva, závěrečného dílu série o Narnii, ve své písni Church Not Made with Hands z roku 1984. Později na své album Room to Roam z roku 1990 Waterboys zařadili píseň Further Up, Further In pojmenovanou podle poslední kapitoly Poslední bitvy.
Filmové zpracování Lva, čarodějnice a skříně z roku 2005 je založeno na první části série o Narnii. Tržby po celém světě dosáhly 744 milionů dolarů. Filmové adaptace se natáčí také podle tří dalších Lewisových knih. Princ Kaspian by měl být uveden 16. května 2008, Plavba jitřního poutníka 7. května 2010 a Rady zkušeného ďábla by měly být uvedeny někdy v průběhu roku 2008.
Na světě existuje několik společností, které se zabývají C. S. Lewisem, včetně jedné založené roku 1982 v Oxfordu za účelem diskusí o pracích zabývajících se životem a dílem C. S. Lewise a dalších členů Inklings a hodnocení všeho, co s Lewisem souvisí. Jeho jméno se používá v mnoha křesťanských organizacích, často zaměřených na zachování konzervativních křesťanských hodnot ve vzdělání a studiu literatury.